# Epania kasaharai
Epania kasaharai là một loài bọ cánh cứng trong họ Cerambycidae.